# 녹아웃 (트랜스포머)
이는 얼라인드 세계관을 바탕으로 만들어진 글이다.
녹아웃은 처음부터 오토봇이 아니었다. 사이버트론 전쟁 이후 디셉티콘의 과학자이자 의사로 있었다. 트랜스포머 : 프라임 프레데콘 라이징 (Predacon Rising)에서 오토봇으로 전향하였다.